# Институт медицинских исследований Гарвана

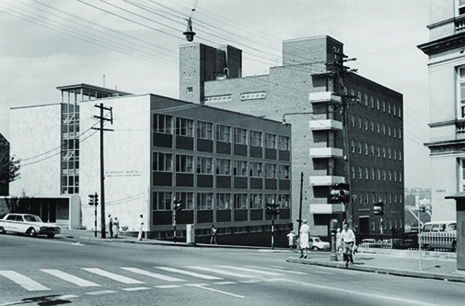
Первое здание Института Гарвана, 1963.

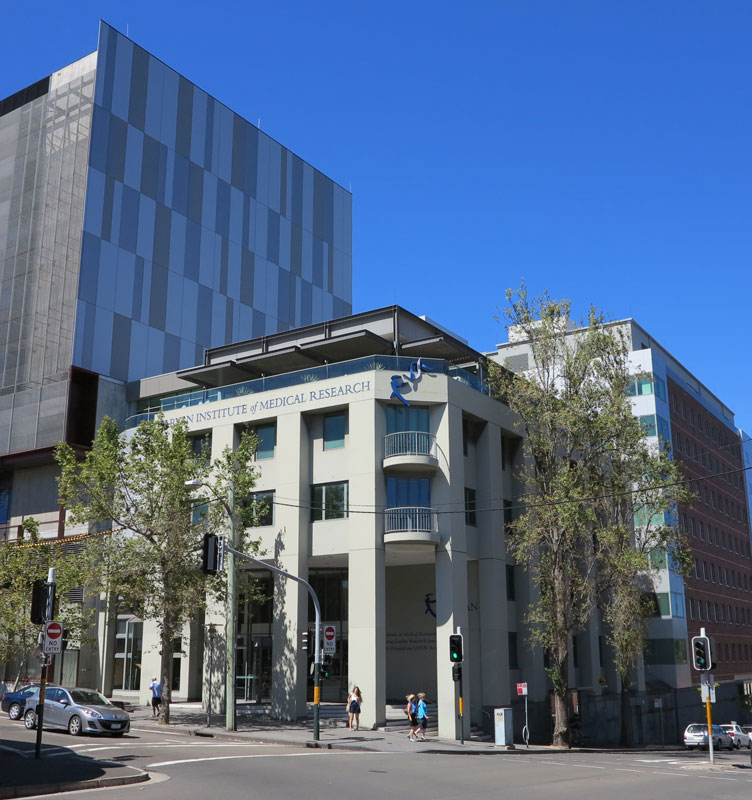
Текущее здание Института Гарвана, построенное в 1997

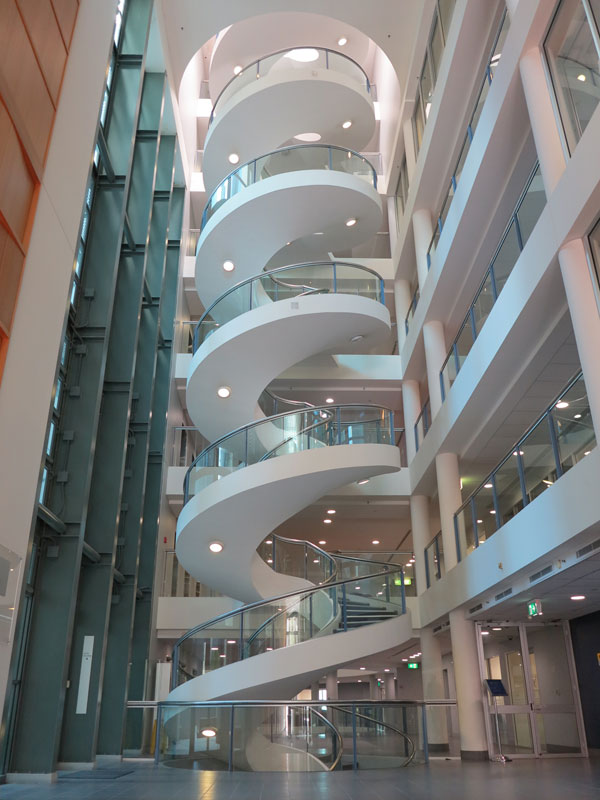
Знаменитая лестница Института Гарвана в стиле ДНК австралийского архитектора Кена Вули

Институт медицинских исследований Гарвана — австралийский биомедицинский научно-исследовательский институт расположенный в Сиднее, Австралия. Основанный в 1963 году, на сегодняшний день это один из самых больших медицинских научно-исследовательских институтов Австралии со штатом примерно 650 ученых, своими студентами и вспомогательным персоналом. Директором института с 2012 года является австралийский молекулярный биолог, профессор Джон Маттик, член Европейской Организации Молекулярной Биологии, известный тем, что первым отстаивал полезную роль так называемой «мусорной ДНК».
В 2014 году, после покупки оборудования Illumina HiSeqX Ten для секвенирования генома, институт был одной из всего трех организаций в мире и первой организацией за пределами США — способной секвенировать геном человека по цене ниже 1000$.